# Ministerio de Salud Pública y Asistencia Social (República Dominicana)
El Ministerio de Salud Pública y Asistencia Social de la República Dominicana, o simplemente Salud Pública, es el organismo rector del sector sanitario en el país. Está a cargo del Servicio Nacional de Salud. Se encarga de fortalecer la sanidad pública, garantizar los servicios de salud de la población, garantizar el acceso equitativo a medicamentos y promover prácticas de salud colectiva.
Surgió con el nombre de Secretaría de Estado de Sanidad y Beneficencia el 25 de junio de 1924. Sus oficinas centrales se encuentran en Santo Domingo, en la Av. Dr. Héctor Homero Hernández esq. Tiradentes. Desde el 17 de enero del 2024, está dirigido por Víctor Elías Atallah Lajam.

## Historia
El origen de las instituciones sanitarias en el país se puede remontar a los primeros hospitales y centros de salud de época colonial. El hospital San Nicolás de Bari en Santo Domingo, ahora en ruinas, fue el primer edificio de este tipo en el Nuevo Mundo y su construcción se inició en 1503.
Durante la ocupación militar estadounidense, se creó la primera unidad del país encargada de la sanidad pública el 13 de octubre de 1919.
Durante la Tercera República, el departamento sanitario fue elevado a la categoría de Secretaría de Estado de Sanidad y Beneficencia el 25 de junio de 1924 mediante la Ley n.º 685. En 1941, este organismo adopta el nombre de Secretaría de Estado de Sanidad y Asistencia Pública.
En 1947 se crea otra oficina, la Secretaría de Estado de Previsión Social, encargada de seguros de salud, indemnizaciones y asuntos administrativos. En 1957, mediante el decreto n.º 2786, ambas instituciones se funden en la Secretaría de Estado de Salud Pública y Previsión Social. A partir de 1967, con la Ley n.º 175 del 31 de agosto, la oficina pasa a llamarse Secretaría de Estado de Salud Pública y Asistencia Social.
En 2010, adopta el nombre de Ministerio de Salud Pública y Asistencia Social mediante el decreto n.º 56-10 acorde a la reforma constitucional de 2010.
El 25 de septiembre de 2013 se crea en el país un servicio general de emergencias con la designación de Sistema 9-1-1 mediante la Ley n.º 140-13. Las operaciones empezaron formalmente el 31 de mayo de 2014.
En 2020, este Ministerio fue el principal actor en la respuesta al COVID-19 en el país, así como en la campaña de vacunación de 2021.

## Estructura
Al igual que los demás Ministerios de República Dominicana, el de Salud Pública cuenta con una serie de viceministerios. Estos son:
- Viceministerio de Planificación y Desarrollo
- Viceministerio de Garantía de Calidad
- Viceministerio de Salud Colectiva

Cuenta además con una dirección administrativa y financiera, coordinaciones locales y la Dirección General de Emergencias Médicas, que se encarga del servicio de emergencia 911.

## Dependencias
Otras oficinas que están adscritas a este Ministerio son:
- Servicio Nacional de Salud (SNS)
- Seguro Nacional de Salud (SeNaSa)
- Centro de Apoyo Logístico (PROMESE-CAL)
- Consejo Nacional de Población y Familia (CONAPOFA)
- Consejo Nacional de la Persona Envejeciente (CONAPE)

Además, los servicios de agua potable están relacionados con este Ministerios. Estas oficinas son:
- Instituto Nacional de Aguas Potables y Alcantarillados (INAPA)
- Corporación del Acueducto y Alcantarillado de Santo Domingo (CAASD)
- Corporación del Acueducto y Alcantarillado de Santiago (CORAASAN)
- Corporación de Acueductos y Alcantarillado de Puerto Plata (CORAAPPLATA)
- Corporación del Acueducto y Alcantarillado de La Vega
- Corporación del Acueducto y Alcantarillado de La Romana
- Corporación del Acueducto y Alcantarillado de Boca Chica
- Corporación del Acueducto y Alcantarillado de Moca